# نسخ

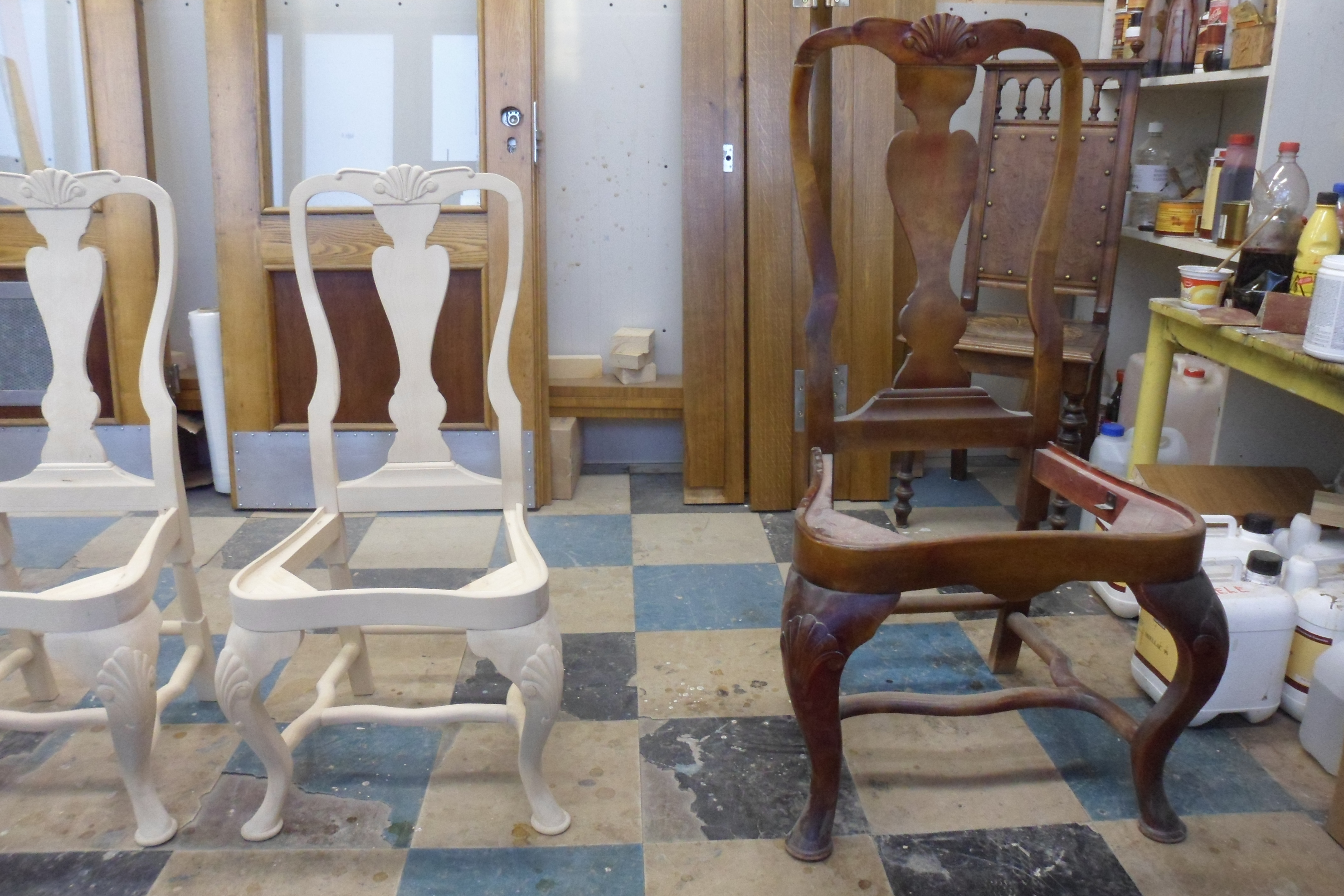

النسخ بالمعنى اللغوي هو التمثيل المنهجي للغة في شكل مكتوب والمصدر إما أن يكون ألفاظ ( كلامية ) أو أن يكون نص موجود سابقا في نظام كتابي آخر، إلا أن بعض اللغويين يعتقدون أن النسخ يكون متعلق أكثر بالمصدر الثاني . ويجب عدم الخلط بين النسخ والترجمة , فالترجمة تعني تمثيل معنى نص اللغة المصدر في اللغة الهدف (مثل ترجمة معنى نص في اللغة الإنجليزية إلى اللغة الإسبانية ), كما يجب عدم الخلط بين النسخ والنقحرة والتي تعني تمثيل نص من برنامج نصي واحد في آخر (مثل النقل الصوتي لنص باللغة السريالية إلى نص مكتوب باللغة الاتينية ) في الاختصاص الأكاديمي للغويات يعتبر النسخ جزأ أساسيا من المنهجيات التي من بينها الصوتيات و تحليل المحادثة وعلم اللهجات وعلم اللغة الاجتماعي، وكذلك يلعب النسخ دورا هاما في تخصصات فرعية متعددة في مجال تكنولوجيا الكلام، وأمثلة شائعة للنسخ خارج الأوساط الأكاديمية هي وقائع جلسة الاستماع في المحكمة مثل المحاكمة الجنائية (عن طريق كاتب المحكمة) أو الملاحظات الصوتية المسجلة للطبيب (النسخ الطبي) وتركز هذه المقالة على النسخ في مجال اللغويات.
النسخ هو نقل النص المكتوب ونحوه من أدوات نقل العلم، من موضع إلى موضع آخر أو ظرف آخر. وعند أهل علم البديع قسم من السرقة ويسمى انتحالا. وقد يعني أيضا الحذف وهو المعنى الأصلي للكلمة.

## النسخ الصوتي مقابل النسخ الإملائي
بشكل عام يوجد أسلوبن متاحين للنسخ اللغوي:
النسخ الصوتي والذي يركز على الصوت والخصائص الصوتية في اللغة المنطوقة بالتالي فإن أنظمة النسخ الصوتي تقدم قواعد لرسم خرائط الأصوات المفردة أو وحدات الصوت في رموز مكتوبة.وعلى العكس من ذلك فإن أنظمة النسخ الإملائي تتكون من قواعد لرسم خرائط الكلمات المنطوقة لتحويلها إلى أشكال مكتوبة على النحو الذي تحدده تهجئة اللغة المحددة.والنسخ الصوتي يعمل بأحرف محددة خصيصا وعادة ما تكون الأبجدية الصوتية العالمية .
وأي نوع من النسخ يتم اختياره يعتمد في الغالب على الاهتمامات البحثية المنشودة، وبما أن النسخ الصوتي يقدم وبدقة الطبيعة الصوتية للغة فإنه مهم جدا للتحاليلات الصوتية أو اللفظية، ومن جهة أخرى فإن النسخ الهجائي يشتمل على مكون صرفي ومعجمي إلى جانب المكون الصوتي (والذي يتضح جانبه بدرجة اعتماده على اللغة والإملاء في السؤال).وبالتالي فإنه يكون أكثر ملائمة أينما تكون الجوانب المرتبطة بالمعني في اللغة المنطوقة مكتشفة، وبالمعنى العلمي فإن النسخ الصوتي بلا شك هو أكثر منهجية ولكنه أيضا أصعب في التعلم وويستغرق وقتا أطول لتنفيذه وتطبيقه أقل انتشارا من النسخ الحرفي.

## نظرية النسخ
رسم اللغة المنطوقة وتحويلها إلى رموز مكتوبة ليست عملية مباشر كما قد تبدو من الوهلة الأولى. فاللغة المكتوبة مثالية وتتكون من مجموعة محددة من رموز واضحة متميزة ومنفصلة، ومن جهة أخرى فإن اللغة المنطوقة (على عكس المنفصلة) هي ظاهرة مستمرة وتتكون من عدد غير محدود محتمل من المكونات ولا يوجد نظام محدد سابقا لتمييز وتصنيف هذه المكونات وبالتالي فلا يوجد طريقة حالية لرسم هذه المكونات وتحويلها إلى رموز كتابية .
والأدب يتفق نسبيا في الإشارة إلى انحياز ممارسات النسخ ولا يوجد ولا يمكن أن يوجد نظام نسخ محايد . ومعرفة الثقافة الاجتماعية تدخل مباشرة في صناعة النسخ وهذه الممارسات يمكن إيجادها في بنية النص( بيكر2005).

## أنظمة النسخ
أنظمة النسخ هي مجموعات من القواعد التي تعرّف كيفية تمثيل اللغة المنطوقة في صورة رموز مكتوبة ومعظم أنظمة النسخ الصوتية تعتمد على الأبجدية الصوتية الدولية أو على أبجدية مناهج تقييم الكلام الصوتية المشتقة(SAMPA) لاسيما في تقنية الكلام. أمثلة لأنظمة النسخ الإملائي (جميعها في مجال تحليل المحادثة أو مجالات ذات صلة ) :

### تحليل المحادثة
ويمكن القول أن أول نظام من نوعه اصلا رسمه ساكس واخرون عام 1987 , ولاحقا عدلت لتوائم استخدام المجاميع المقرؤة باستخدام الحاسوب مثل برنامج CA-CHAT الذي اخترعة ماك ويني عام 2000.ويتضمن مجال تحليل المحادثة عددا من المناهج الواضحة للنسخ وومجموعة من اتفاقيات النسخ.ومن بين أمور أخرى تتضمن هذه المناهج ( تدوين جيفرسون ).و لتحليل محادثة فإن البيانات المسجلة عادة مال يتم نسخها في شكل مكتوب ومقبول من قبل المحللين، وهناك نهجين شائعين : الأول، ويسمى النسخ المحدود ويهتم للتفاصيل من التفاعل الحواري مثل التي تظهر في تشديد كلمات محددة والكلمات التي تنطق بصوت أعلى تدريجيا، والنقاط التي فيها أدوار الكلام تتداخل، وكيفية نطق بعض الكلمات وهلم جرا. و إذا كان هذا التفصيل أقل أهمية فربما لأن المحلل مهتم أكثر بالتركيب الإجمالي العام للمحادثة أو التوزيع النسبي لأدوار الكلام بين المشاركين، ثمالنوع الثاني للنسخ ويعرف بالنسخ اللوحي قد يكون كافيا ( ويليام سون - 2009)

#### تدوين جيفرسون
نظام تدوين جيفرسون هو مجموعة من الرموز طورتها غيل جيفرسون، وهذا النظام يستخدم لنسخ الكلام، وبعد أن اكتسبت خبرة سابقة في النسخ عندما عملت ككاتبة آلة عام 1963 في جامعة كاليفورنيا في لوس انجلوس في قسم الصحة العامة لتدوين جلسات تدريب حساسة لحراس السجن، وقد بدأت جيفرسون بتدوين بعض التسجيلات التي كانت بمثابة المواد التي منها وضع هارفي ساكس آخر محاضراتة.ولأكثر من أربعة عقود والتي قضت معضمها لم تنل منصب في الجامعة ولم تتقاضى أجرا، إلا أن البحث الذي قدمته جيفرسون " تفاعل الحديث "كان له الفضل في وضع معيار ما يعرف الآن بتحليل المحادثة، وقد أثر عملها بشكل كبير على الدراسة السوسيولوجية للتفاعل وايضا على تخصصات خارجها خاصة اللسانيات والاتصالات والأنثروبولوجيا .وأولئك الذين يعملون من منظور تحلل المحادثة يستخدمون هذا النظام عالماً ويعتبرون هذا النظام كونه أصبح نظام شبه عالمي من تعليمات النسخ .

### نسخ الحديث
وقد تم استخدام النظام الذي تم وصفه من قبل (دبويس وآخرون عام 1992) لنسخ أساسيات سانتا باربارا للإنجليزية الأمريكية المنطوقة (SBCSAE) وقم تم تطويره لاحقا ليكون DT2 ويمكن القول انه أول نظام من نوعه في الأصل رسمه ساكس وآخرون عام 1978 ولاحقا تم تعديلها لتلائم المجاميع المقرؤة باستخدام الحاسوب كبرنامج CA-CHAT الذي أنشائه ماكويني عام 2000

### نظام نسخ المحادثة التحليلي
النظام الذي وصفه سيلتنج وآخرون عام 1998قد طُور بشكل أكبر لاحقاً من قبل سيلتنج وآخرون عام2009 ليكون نظام نسخ المحادثة التحليلي GAT2 , وقد أستخدِم في الدول التي تتحدث الألمانيه لتحليل المحادثة الاجتماعي الموجه واللغويات التفاعلية

### النسوخ العاملة شبه التفسيرية
نظام تم وصفه من قبل (اهليك وريبين عام 1976 , انظر اهليك 1992 مرجع إنجليزي – وقد تم تعديل النظام ليلائم استخدام المجاميع المقرؤة باستخدام الحاسوب كنظام (ريبين واخرون -2004)وكالتي استخدمت بشكل أكبر في البراغماتية الوظيفية .

## برامج النسخ
كان النسخ بالأصل عملية نفذت يدويا أي عن طريق الورقة والقلم باستخدام تسجيلات صوتية تناظرية مخزنة على أشرطة كاسيت مضغوطة.أما الآن فأغلب عمليات النسخ تتم عن طريق أجهزة الكمبيوتر.والتسجيلات عادة تكون صوتية رقمية أو ملفات فديو والنسخ يكون مستندات إلكترونية، وقد أوجدت برامج الكمبيوتر المخصصة لتساعد الناسخ في إيجاد نسخ رقمي من التسجيل الرقمي بكفائة.من بين أدوات النسخ الأكثر استخداما في البحوث اللغوية هي: المراجع
الاهتمام بالفيديو وبيانات اللغة
أداة متخصصة في نسخ التفاعل المتعدد الوسائط، انظر الموقع- ANVIL
تحليل اللغة الحاسوبية
أداة تستخدم أساسا لنسخ بيانات اكتساب الطفل للغة كما في قاعدة البيانات CHILDES ، راجع صفحة CLAN من موقع CHILDES
الحواشي اللغوية EUDICO
أداة تستخدم بشكل كبير في نسخ لغة الإشارة وتوثيق اللغات المهددة بالانقراض، راجع صفحة ELAN على بوابة اللغة الأرشفة تكنولوجيا
لغة التوصيف الموسعة للخطاب الشرح
أداة تستخدم على نطاق واسع في تحليل الخطاب، وعلم اللغة الاجتماعي وعلم اللهجات، راجع موقع EXMARaLDA
محررشعبي
أداة تم تطويرها لبحث وتدريس الجزء الأساسي من اللغة الألمانية المنطوقة وتستخدم على نطاق واسع في تحليل المحادثة، راجع صفحة FOLKER في الموقع الإلكتروني لمعهد للغة الألمانية
برات
أداة تستخدم على نطاق واسع في الصوتيات، انظر في الموقع الإلكتروني برات
الناسخ
أداة وضعت في الأصل لنسخ الخطاب، انظر ناسخ الموقع في سورسفورج
فوكس كرايب
أداة لنسخ وشرح وسائل الإعلام (المسموعة والمرئية) مع جزء لا يتجزأ من إدراك اللغة الإنجليزية بكفاءة عالية
و قد تم تطوير برامج نسخ أخرى للبيع التجاري.